# Ben Bitton
Ben Bitton (hebreo:בן ביטון, nació el 3 de enero de 1991 en Bat Yam, Israel) es un futbolista profesional que juega en la posición de defensa en el Beitar Jerusalén de la Liga Premier de Israel.

## Historia
Nació en la ciudad de Bat Yam el 3 de enero de 1991.
Comenzó su carrera como futbolista en las categorías inferiores del Hapoel Tel Aviv. Fue cedido por dos años al Sektzia Nes Tziona, y un año al Hapoel Nazareth Illit, hasta que se le terminó el contrato.
El 27 de junio de 2013 firmó como agente libre con el Hapoel Be'er Sheva, en el cual ha conseguido dos títulos consecutivos de liga, dos Supercopas de Israel y una Copa Toto. En diciembre de 2014 marcó su primer gol como jugador profesional en el empate 1-1 contra el Hapoel Ironi Kiryat Shmona.
En agosto de 2020 fue cedido una temporada al Maccabi Tel Aviv F. C.

## Selección nacional
Ha sido internacional con la selección de fútbol de Israel desde 2016, cuando debutó en un partido amistoso contra Croacia el 22 de marzo; donde hasta ahora, ha jugado 5 partidos internacionales.

## Clubes
| Club                            | País   | Año       |
| ------------------------------- | ------ | --------- |
| Hapoel Tel Aviv F. C.           | Israel | 2010-2013 |
| Sektzia Nes Tziona (cedido)     | Israel | 2010-2012 |
| Hapoel Nazareth Illit (cedido)  | Israel | 2012-2013 |
| Hapoel Be'er Sheva              | Israel | 2013-2021 |
| Maccabi Tel Aviv F. C. (cedido) | Israel | 2020-2021 |
| Hapoel Tel Aviv F. C.           | Israel | 2021-2023 |
| Beitar Jerusalén                | Israel | 2023-     |

## Palmarés

### Campeonatos nacionales
| Título                 | Club                   | País   | Año     |
| ---------------------- | ---------------------- | ------ | ------- |
| Liga Premier de Israel | Hapoel Be'er Sheva     | Israel | 2015-16 |
| Supercopa de Israel    | Hapoel Be'er Sheva     | Israel | 2016    |
| Copa Toto              | Hapoel Be'er Sheva     | Israel | 2016-17 |
| Liga Premier de Israel | Hapoel Be'er Sheva     | Israel | 2016-17 |
| Supercopa de Israel    | Hapoel Be'er Sheva     | Israel | 2017    |
| Liga Premier de Israel | Hapoel Be'er Sheva     | Israel | 2017-18 |
| Copa de Israel         | Hapoel Be'er Sheva     | Israel | 2019-20 |
| Supercopa de Israel    | Maccabi Tel Aviv F. C. | Israel | 2020    |